# Neuchâtelsøen
Neuchâtelsøen (fransk Lac de Neuchâtel; tysk Neuenburgersee) er en indsø i det vestlige Schweiz. Den ligger hovedsageligt i kantonen Neuchâtel.
Neuchâtelsøen har et areal på 218,3 km², og er dermed den største indsø som i sin helhed ligger i Schweiz. Indsøen er 152 meter på sit dybeste, og ligger 429 meter over havet. 
Byen Neuchâtel ligger ved bredderne af Neuchâtelsøen.